# Organização Chetnik Sérvia
A Organização Revolucionária Sérvia (em sérvio:  Српска револуционарна организација / Srpska revolucionarna organizacija) ou Organização Chetnik Sérvia (Српска четничка организација / Srpska četnička organizacija) foi uma organização paramilitar revolucionária com o objetivo de libertar a Velha Sérvia (Kosovo e Macedônia) do Império Otomano (nos vilaietes de Kosovo, Manastir e Salônica). Seu Comitê Central (Централни одбор/Centralni odbor) foi estabelecido em 1902, enquanto o Comitê Sérvio (Српски комитет/Srpski komitet) foi estabelecido em setembro de 1903 em Belgrado, pelos Conselhos Centrais combinados de Belgrado, Vranje, Skopje e Bitola. Seu braço armado foi ativado em 1904. Entre os arquitectos encontravam-se membros da Sociedade de São Sava, do Estado-Maior do Exército e do Ministério dos Negócios Estrangeiros. Funcionou durante a Luta pela Macedônia (Борба за Македонију / Borba za Makedoniju), uma série de conflitos sociais, políticos, culturais e militares na região da Macedônia; suas operações são conhecidas como  Ações Sérvias na Macedônia (Српска акција у Македонији / Srpska akcija u Makedoniji).
Coincidentemente, o Círculo das Irmãs Sérvias ou Kolo Srpskih Sestara, também estava sendo formado em Belgrado em 1903. Embora conhecido pelo seu trabalho de caridade, o Círculo também ajudou a Organização Chetnik nos territórios controlados pelos otomanos da Velha Sérvia e da Macedônia, enviando alimentos e suprimentos médicos, médicos e enfermeiras para ajudar os feridos e feridos, como a Donzela do Kosovo fez na Sérvia Medieval.
O comitê central de Chetnik financiou inicialmente grupos individuais e pequenos de hajduks (bandidos), que eram auto-organizados ou faziam parte das organizações revolucionárias búlgaras na Macedônia (Comitê Supremo da Macedônia-Adrianópolis ou Organização Revolucionária Interna da Macedônia). Estes procuravam proteger a população cristã eslava do zulum (atrocidades, perseguições). Com as negociações fracassadas de uma ação conjunta Sérvio-Búlgara, e o crescente nacionalismo dentro dos comités búlgaros, o comité sérvio decidiu organizar totalmente os seus próprios grupos armados. O Comitê Central enviou os dois primeiros bandos para a Macedônia em 1904, que foram expostos precocemente e completamente destruídos. A segunda onda teve mais sucesso; no entanto, começou a hostilidade entre o Comité Búlgaro e o Comité Sérvio. Os chetniks sérvios lutaram assim contra os otomanos e contra os bandos búlgaros e albaneses. Guerrilheiros proeminentes incluem Jovan Babunski, Gligor Sokolović, Ilija Trifunović-Birčanin, Mihailo Ristić-Džervinac, Jovan Grković-Gapon, Vasilije Trbić, Garda Spasa, Borivoje Jovanović-Brana, Ilija Jovanović-Pčinjski, Jovan Stanojković-Dovezenski, Micko Krstić, Lazar Kujundžić, Cene Marković, Miša Aleksić-Marinko, Doksim Mihailović, Kosta Milovanović-Pećanac, Vojin Popović-Vuk, Savatije Milošević e Petko Ilić. Após a proclamação da revolução dos Jovens Turcos em 1908 e a proclamação da constituição, todos os bandidos na Macedônia, incluindo os Chetniks sérvios, depuseram as armas; no entanto, a luta de guerrilha logo continuou, fundindo-se mais tarde nas Guerras Balcânicas.

## Contexto

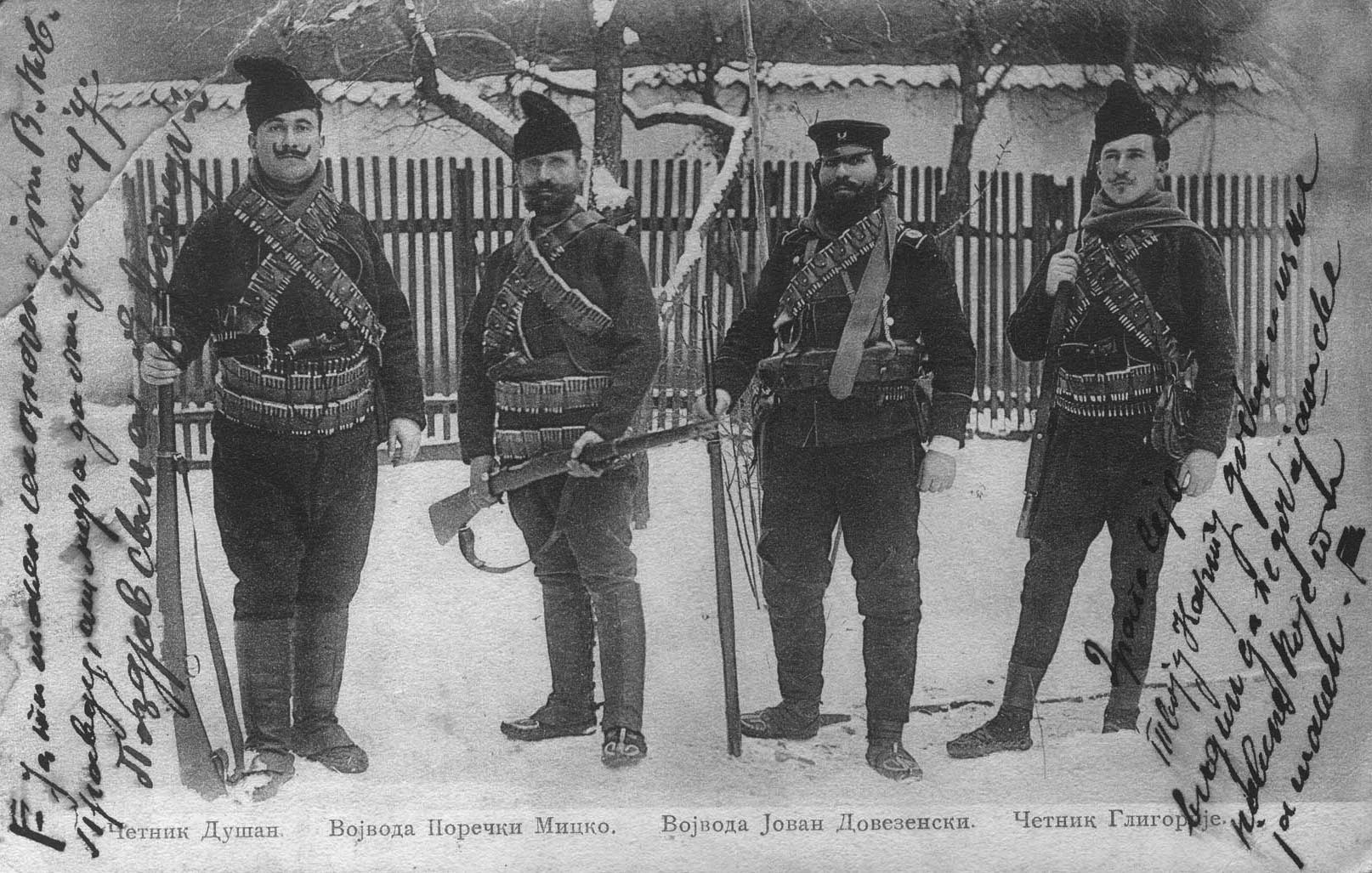
Voivodes sérvios Chetniks

A Guerra Sérvio-Otomana (1876-1878) e a Guerra Russo-Turca (1877-1878) contra os otomanos motivaram movimentos de libertação entre os povos de Kosovo e  Metohija e Macedônia (conhecida na época como "Velha Sérvia" ou "sul da Sérvia" ).  A Sérvia procurou libertar o Vilaiete de Kosovo (sanjaks de Niš, Prizren, Skopje e Novi Pazar). Ao exército sérvio juntaram-se os sérvios do sul que constituíam destacamentos especiais de voluntários, sendo um grande número da Macedónia, que queriam libertar as suas regiões de origem e unificá-las com a Sérvia.   Esses voluntários foram infiltrados nos distritos de Kumanovo e Kriva Palanka. Quando a paz foi assinada entre os sérvios e os otomanos, estes grupos conduziram combates de guerrilha independentes sob a bandeira sérvia, que transportaram e voaram muito a sul da linha de demarcação.  O avanço sérvio na Velha Sérvia (1877-78) foi seguido por revoltas pela causa sérvia na região, incluindo uma notável que eclodiu nos condados de Kumanovo, Kriva Palanka e Kratovo. Em 20 de janeiro, eclodiu a Revolta de Kumanovo, que durou quatro meses e terminou com a supressão otomana. Os otomanos retaliaram contra a população sérvia no Império Otomano.  Por causa do terror contra os desprotegidos rayah (classe baixa, cristãos), muitos partiram para as montanhas, fugiram através da fronteira para a Sérvia, de onde atacaram as suas regiões de origem, a fim de vingar as atrocidades cometidas pelos otomanos. 
Após a guerra, o governo militar sérvio enviou armamento e ajuda aos rebeldes no Kosovo e na Macedónia.  Bandos rebeldes cristãos foram formados em toda a região.  Muitos desses bandos, financiados de forma privada e auxiliados pelo governo, foram estabelecidos na Sérvia e cruzaram para o território otomano.  Dessa forma, Micko Krstić formou um bando rebelde em 1879 em Niš, com a ajuda de Nikola Rašić e do governo militar em Vranje.  Em 14 de outubro de 1880, eclodiu uma revolta na região de Kičevo - Poreče, conhecida como a "Revolta de Brsjak".  A Sérvia ajudou secretamente e com muito cuidado os cristãos nas áreas otomanas, como na revolta de Brsjak, no entanto, em 1881, a ajuda foi interrompida pela intervenção do governo. O exército otomano conseguiu reprimir a rebelião no inverno de 1880-81 e muitos dos líderes foram exilados.
Em 1886, foi criada a Associação dos Serbo-Macedônios.

## Prelúdio
A organização anti-Sérvia Sociedade Contra os Sérvios, fundada por Dame Gruev em 1897,  assassinou pelo menos 43 pessoas até 1902 e feriu 52 pessoas, que eram proprietários de escolas sérvias, professores, clérigos ortodoxos sérvios e outros notáveis Sérvios no Império Otomano. 
Em maio de 1899, Golub Janić enviou um destacamento de 10 a 15 homens para a Macedônia.

## Organização
O Comitê Central (de Belgrado) foi estabelecido em 1902 por Milorad Gođevac, Luka Ćelović, Vasa Jovanović, Žika Rafajlović, Nikola Spasić e Ljuba Kovačević. Até então, o capitão Rafajlović havia organizado bandos armados de forma independente na Velha Sérvia. A sede do conselho era na casa de Ćelović. A organização foi inicialmente financiada por Ćelović, que doou 50.000 dinares anualmente, o que na época era uma quantia muito elevada. O Comitê escolheu o Dr. Gođevac como presidente. Inicialmente, financiou grupos individuais e pequenos de hajduks (bandidos), que eram auto-organizados ou faziam parte das organizações revolucionárias búlgaras na Macedônia (Comitê Supremo da Macedônia-Adrianópolis ou Organização Revolucionária Interna da Macedônia).
O Comitê Sérvio (Српски комитет) foi estabelecido em setembro de 1903 em Belgrado, pelos Conselhos Centrais combinados de Belgrado, Vranje, Skopje e Bitola. Os combatentes procuraram proteger a população cristã eslava do zulum (atrocidades, perseguições) e cometeram assassinatos de perseguidores conhecidos. Com as negociações fracassadas de uma acção conjunta Sérvio-Búlgara, e o crescente nacionalismo dentro dos comités búlgaros, o comité sérvio decidiu organizar totalmente os seus próprios grupos armados. Seu braço armado foi assim oficialmente ativado em 1904. Entre os arquitetos estavam membros da Sociedade de São Sava, Estado-Maior do Exército e Ministério das Relações Exteriores.
No início, e às vezes também no final, os chetniks sérvios tinham ordens estritas de defesa e proteção, e não qualquer ofensiva; O governo otomano e as grandes potências concordaram que os chetniks não cometeram crimes e massacres, embora os grandes conflitos armados não pudessem ocorrer sem violência.

### Conselhos Centrais
| Conselho Central                                | Membros |
| ----------------------------------------------- | --- |
| Conselho Central de Belgrado (Conselho Central) | Jovan Atanacković (presidente), Milorad Gođevac, Ljubomir Davidović, Ljubomir Jovanović, Jaša Prodanović, Dimitrije Ćirković, Luka Ćelović, Golub Janić, Nikola Spasić e Milutin Stepanović.       |
| Conselho Central de Vranje                      | Fundada por Žika Rafajlović, Sima Zlatičanin, Velimir Karić, Toma Đurđević; outros membros incl. Ljuba Čupa, Jovan Nenadović, Dragiša Đurić, Ljuba Vulović, Petar Pešić, Dušan Tufegdžić e outros. |
| Conselho Central de Skopje                      | Bogdan Radenković, Mihailo Šuškalović e Mihailo Mančić. |
| Diretoria Central de Bitola                     | Jovan Ćirković, Lazar Kujundžić, Savatije Milošević, Aleksa Jovanović Kodža e David Dimitrijević.                                                                                                  |

### Macedônia e Velha Sérvia
Dentro da Macedônia e da Velha Sérvia, o Chefe do Quartel-General Montanhoso ocupava a posição mais alta, seguido pelos voivodes regionais e voivodes de aldeia. Em cada aldeia a organização era composta de forma que cada residente fosse membro da organização e tivesse que, sem exceção, seguir todas as ordens que a organização lhe desse. Todas as disputas deveriam ser resolvidas dentro da aldeia e o tribunal turco não deveria ser envolvido em nenhuma circunstância. As disputas menores deveriam ser resolvidas entre os próprios aldeões, às vezes com a ajuda do voivoda ou chefe da aldeia, as disputas maiores deveriam ser resolvidas pelo voivoda regional e algumas disputas realmente grandes deveriam ser resolvidas pelo chefe do quartel-general montanhoso. Cada aldeia tinha um chefe com dois ajudantes, um voivode da aldeia sob cujo comando estavam todos os aldeões armados e um tesoureiro que cobrava uma pequena taxa mensal de adesão, bem como todas as multas cobradas por todas as instituições mencionadas.

## História

### 1902
O Comité Central (de Belgrado) foi estabelecido em 1902 por Milorad Gođevac, Luka Ćelović, Vasa Jovanović, Žika Rafajlović, Nikola Spasić e Ljuba Kovačević. Até então, o capitão Rafajlović havia organizado bandos armados de forma independente na Velha Sérvia. A sede do conselho era na casa de Ćelović. A organização foi inicialmente financiada por Ćelović, que doou 50.000 dinares anualmente, o que na época era uma quantia muito elevada. O Comitê escolheu o Dr. Gođevac como presidente. Inicialmente, financiou grupos individuais e pequenos de hajduks (bandidos), que eram auto-organizados ou faziam parte das organizações revolucionárias búlgaras na Macedônia ( Comitê Supremo da Macedônia-Adrianópolis ou Organização Revolucionária Interna da Macedônia).

### 1903
Milorad Gođevac, Luka Ćelović e Vasilije Jovanović formaram o primeiro bando armado em Belgrado em 29 de maio de 1903. O bando, que contava com 8 soldados, era comandado por Ilija Slave, um sérvio da Macedônia que era kaldrmdžija (pavimentadora de paralelepípedos).
O "Comitê Sérvio" foi estabelecido em setembro de 1903 em Belgrado, pelos Conselhos Centrais combinados de Belgrado, Vranje, Skopje e Bitola. Os combatentes procuraram proteger a população cristã eslava do zulum (atrocidades, perseguições) e cometeram assassinatos de perseguidores conhecidos. Com as negociações fracassadas de uma acção conjunta Sérvio-Búlgara, e o crescente nacionalismo dentro dos comités búlgaros, o comité sérvio decidiu organizar totalmente os seus próprios grupos armados. Seu braço armado foi assim oficialmente ativado em 1904. Entre os arquitectos encontravam-se membros da Sociedade de São Sava, Estado-Maior do Exército e Ministério dos Negócios Estrangeiros.

### Abril-maio de 1904
Em Đurđevdan (23 de abril) de 1904, estudantes búlgaros viajaram para Belgrado para realizar um congresso. Isto ocorreu depois de as negociações entre os comités búlgaro e sérvio sobre uma revolta conjunta sérvio-búlgara terem falhado, após mais de 50 reuniões num período de 4-5 meses. Os estudantes búlgaros e o lado sérvio sublinharam constantemente a necessidade da fraternidade sérvio-búlgara. Após a partida dos estudantes, descobriu-se que a maioria deles eram na verdade membros do comité búlgaro, que procurava encontrar os seus companheiros e conduzi-los de volta à Bulgária. Três deles foram totalmente designados para persuadir Gligor Sokolović a regressar à Bulgária, mas ele recusou. Eles também se encontraram com Stojan Donski.
Em 25 de abril, dois bandos (četa) de cerca de 20 combatentes sob o comando dos voivodes Anđelko Aleksić e Đorđe Cvetković prestaram juramento em uma cerimônia do Comitê Chetnik Sérvio (Dr. Milorad Gođevac, Vasa Jovanović, Žika Rafailović, Luka Ćelović e General Jovan Atanacković), com prota Nikola Stefanović realizando as orações. O Comitê preparou a formação das primeiras bandas durante vários meses. Os Chetniks foram enviados para Poreče e, no dia 8 de maio, partiram de Vranje para Buštranje, que estava dividida entre a Sérvia e a Turquia. Vasilije Trbić, que os orientou, disse-lhes que a melhor forma era passar pelo Kozjak e depois descer até ao Vardar. Os dois voivodas, porém, queriam a rota mais rápida, através das planícies de Kumanovo e depois até Četirac. Eles conseguiram entrar em território turco, mas foram posteriormente expostos nas planícies das aldeias albanesas e turcas, e os otomanos cercaram-nos por todos os lados, e eles decidiram permanecer no Šuplji Kamen, o que lhes deu pouca defesa em vez de enfrentar o exército em as planícies; em plena luz do dia, os militares otomanos facilmente lançaram bombas sobre a colina e mataram todos os 24 chetniks. De acordo com documentos do estado sérvio, o número de mortos foi de 24 chetniks, um zaptı (gendarmaria otomana) e três soldados otomanos. O deputado sérvio Ristić, segundo o documento, nomeou Žika Rafajlović como o organizador da banda, e que "tais aventuras e ações traiçoeiras e impensadas deveriam ser interrompidas".

### Julho-agosto de 1904

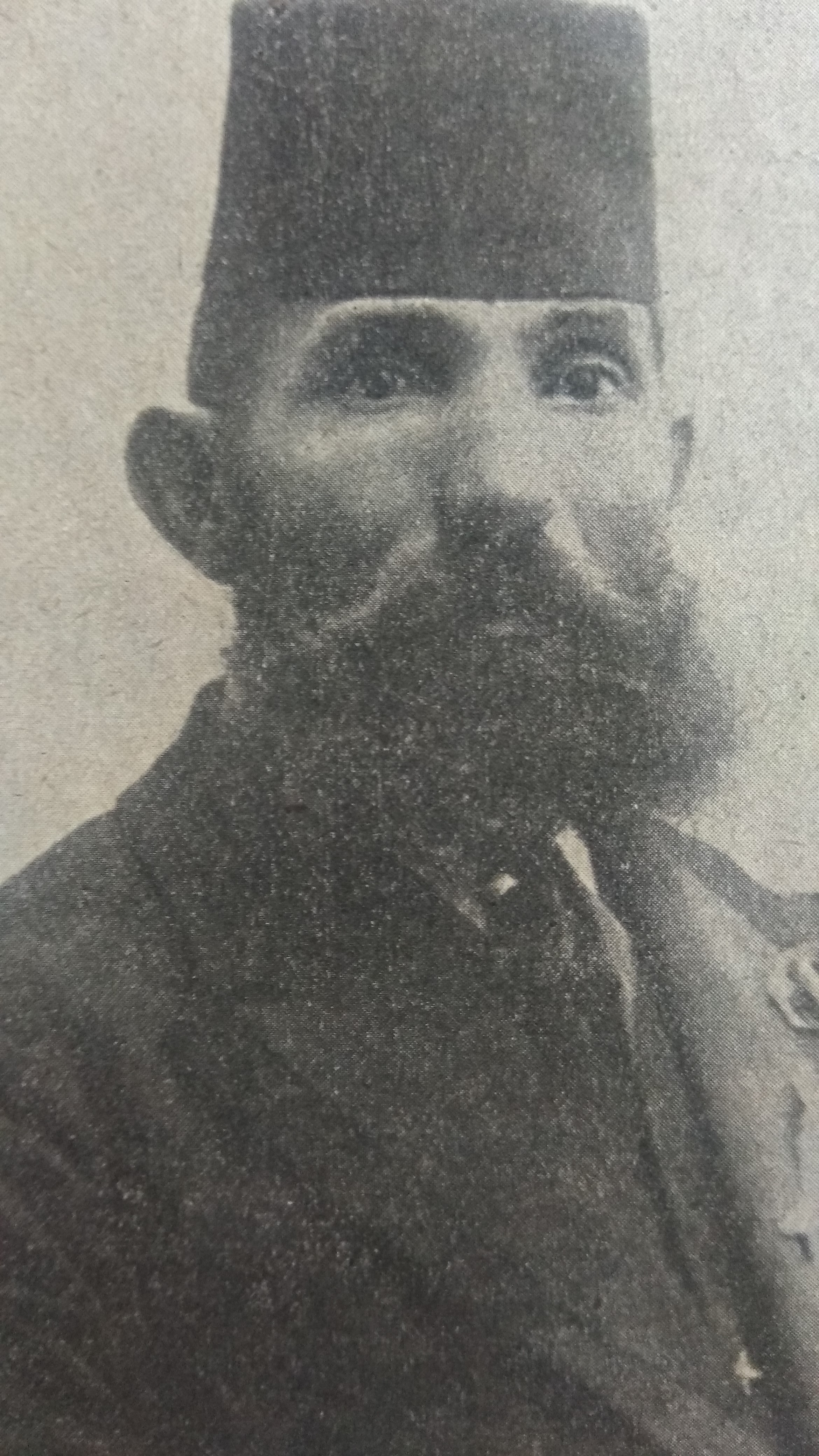
Jovan Dovezenski

Depois de receber a notícia em Belgrado, a atividade dos Chetniks não parou; quatro novas faixas foram preparadas para a travessia da fronteira. Veljko Mandarčević, do campo de Skopje (Corpo de Voluntários Macedônio-Andrianopolitano), tornou-se o voivoda de uma banda que se mudou para Skopska Crna Gora. O mais experiente e ousado Gligor Sokolović tornou-se o voivoda de uma banda que lutaria na região de Prilep (Prilepska četa). Rista Cvetković-Sušički, ex-amigo e voivoda de Zafirov, foi enviado para Poreče onde Micko Krstić o esperou impacientemente com a banda. Poreče era uma fonte para os rebeldes; cada aldeão era um mártir e herói e, embora Poreče fosse pequeno, repeliu todos os ataques e, a partir dele, tropas entraram em todos os lados, como uma efetivação para a luta. A quarta banda foi enviada inicialmente para Drimkol, Ohrid, sendo seus voivodes Đorđe Cvetković e Vasilije Trbić.
Na noite de 19 de julho, os quatro bandos cruzaram a fronteira. Seguiram por um caminho seguro proposto por Trbić e Anđelko. Eles não se apressaram, e passaram dias em Kozjak e aldeias dos Pčinja. Eles foram rápidos e leves durante a noite e desceram cuidadosamente em direção à transição de Vardar. Na aldeia de Živinj, no meio do entroncamento, encontraram o voivode Bobev búlgaro; o encontro a princípio foi repentino e desagradável, mas rapidamente se tornou amigável e festivo. Voivode Bobev garantiu-lhes que estava feliz por lutarem juntos e levou os bandos para a aldeia de Lisičja, onde cruzariam o Vardar. Apenas Sokolović suspeitou de fraude, mas foi com relutância. Uma súbita perseguição otomana instou-os a abandonar a rota na costa fluvial de Pčinja e a cruzar Vardar numa das suas confluências, como pretendiam inicialmente. Na noite de 31 de Julho, na aldeia de Lisičja, sem sucesso, uma grande emboscada búlgara esperou que Bobev conduzisse os sérvios às suas mãos – para acabar com o Movimento Chetnik Sérvio.
Na aldeia de Solpa, secavam a roupa numa manhã quente de verão, descansavam nos arbustos de buxo e comiam pão molhado. Bobev, que não foi autorizado a deixá-los como parte da emboscada, ainda estava com eles. No dia seguinte, 2 de agosto, os bandos atravessaram Drenovo, e escalaram a montanha Šipočar numa longa fila, onde descansariam e beberiam o leite perfumado dos Valáquios. Durante três dias eles permaneceram livremente na montanha e observaram o horizonte, e olharam rotineiramente para fora, e então escalaram para a montanha mais alta de Dautica.
Sokolović, perturbado e incomodado com a presença de Bobev, não quis ir mais longe e levou a sua banda para Babuna. As três bandas que ficaram, seguidas por Bobev, desceram para Belica. Lá eles encontraram vários bandos búlgaros, liderados por Voivode Banča, que lhes disse para visitarem Micko, um senhor de Poreče. Os sérvios esperavam por ele, sem perceber qualquer engano. Mas Trbić, que sempre procurou o pano de fundo das coisas, descobriu através de um amigo búlgaro bêbado, com quem bebia há uma hora, que havia uma conspiração contra eles. Trbić disse a um assistente de um aldeão para avisar Micko para não vir. Depois de saber disso, a banda de Trbić e Đorđe Cvetković recorreu a Demir-Hisar. Mandarčević e Sušički permaneceram em Belica, prontos para a traição. Na aldeia montanhosa de Slansko encontraram ainda outro bando búlgaro, do voivode Đurčin, que gentilmente, mas com a intenção de os seguir, enviou com eles dois seguidores para Cer, em Demir-Hisar.
Entretanto, em Belgrado, ainda havia esperança de que os sérvios e os búlgaros trabalhassem juntos na Macedónia; entretanto, nas aldeias macedônias, começaram os massacres. Na noite de 6 de agosto, o major búlgaro Atanas Babata e o seu bando entraram na aldeia sérvia de Kokošinje, onde procuravam pessoas que foram condenadas à morte pelo Comité Búlgaro. O bando búlgaro exigiu que os padres e professores da aldeia renunciassem à sua identidade sérvia, mas estes recusaram e massacraram mais de 53 pessoas. Um criado de um dos professores, que conseguiu se esconder, saiu em busca do bando de Jovan Dovezenski, que segundo ele estava cruzando a fronteira. O criado do professor encontrou outro bando sérvio, o de Jovan Pešić-Strelac, que soube do massacre, mas também o de Jordan Spasev, que matou membros da notável família Dunković em 11 de agosto. 
Os chetniks sérvios em Poreče e Demir-Hisar, constantemente seguidos pelos búlgaros, não sabiam dos massacres. O bando faminto e cansado de Đorđe Cvetković chegou à aldeia de Gornji Divjaci, onde foi recebido pelos aldeões que trouxeram queijo e rakija. Descansaram em lençóis de pele de ovelha e as crianças da aldeia vieram com pão e ouviram as suas histórias. Cvetković, Trbić e Stevan Ćela descansaram na casa do líder da aldeia e fizeram várias refeições. Na manhã seguinte, Trbić caminhou pelo pátio e desceu algumas escadas, e viu um jandarma otomano em quem atirou, que foi então enterrado na floresta. O resto terminou e a banda se reuniu e caminhou pelo rio através da montanha. Eles chegaram à aldeia de Cer no dia seguinte, onde também encontraram búlgaros, e os voivodes búlgaros Hristo Uzunov e Georgi Sugarev juntaram-se à sua companhia.
Na aldeia montanhosa de Mramorac, onde Petar Chaulev montou acampamento na floresta, o bando de Trbić foi informado de que o Comitê Búlgaro os havia proibido de ir para Drimkol. No mesmo dia, 14 de agosto, os búlgaros mataram o padre sérvio Stavro Krstić, o que os chetniks souberam mais tarde dos aldeões. [b] Longe das outras bandas, sem ajuda, enganada e cercada, a banda entendeu a situação deles. Chaulev informou-os do seu desarmamento e do veredicto do Comité Búlgaro de crime contra a organização búlgara. Eles foram apenas gritados, pois foram salvos por alguns voivodes de etnia sérvia nos bandos búlgaros: Tase e Dejan de Prisovjan e Cvetko de Jablanica em Debar, que estavam vinculados por juramento ao Comitê Búlgaro, mas mesmo assim defenderam abertamente os chetniks sérvios, e amigos, com quem passaram o inverno em Belgrado. Aguardavam Dame Gruev, o segundo líder do Comitê Búlgaro depois de Sarafov, que chegaria de Bitola. Gruev e sua escolta chegaram como sacerdotes da aldeia durante uma noite. Trbić conheceu Gruev da Revolta de Kruševo e de um encontro em Serava. Trbić usou seus conhecimentos e memórias, lembrando Gruev da luta revolucionária comum e de sua infância, quando Gruev era cadete da Sociedade de São Sava em Belgrado e aprendiz na gráfica de Pero Todorović, que se chamava Smiljevo em homenagem ao local de nascimento de Gruev .

### 1906–07
Em 1906 e 1907, os Chetniks sérvios tiveram maior sucesso.
Durante 1906, os conflitos armados continuaram em Skopje Sandžak. Houve 16 confrontos registrados com empresas Komita. 37 Chetniks sérvios foram mortos e dois ficaram feridos. As perdas búlgaras foram um pouco maiores. Um total de 219 assassinatos e 77 feridos graves foram registrados. 61 pessoas foram sequestradas e ainda estão desaparecidas.
Em 1907, ocorreram 27 conflitos armados em Skopje Sandžak. 113 Chetniks búlgaros e 14 sérvios foram mortos. As perdas turcas foram de apenas seis pessoas. Durante todo o ano, ocorreram 364 assassinatos, 77 feridos e 90 pessoas desaparecidas nas montanhas.

### Revolução dos Jovens Turcos
Quando estourou a Revolução dos Jovens Turcos (1907–1908) e houve uma paz temporária na Macedônia, os Jovens Turcos deram mais direitos aos sérvios. Vários membros da Organização aderiram à Liga Democrática Sérvia.

## Operações e eventos
- O ferimento de Ilija Slave (junho de 1903)
- Luta no mosteiro Djuriški (início de setembro de 1903)
- O assassinato de Šefir-beg (21 de janeiro de 1904)
- Luta em Šuplji Kamen (27 de maio de 1904) [37]
- Luta em Slatine (5 de outubro de 1904) [37]
- Massacre de Kokošinje (6 de agosto de 1904)
- Massacre de Rudar (11 de agosto de 1904)
- Assassinato do padre Stavro Krstić (14 de agosto de 1904)
- Assassinato do padre Taško (15 de janeiro de 1905) [38]
- Luta em Tabanovce (27 de março de 1905) [38]
- Linchamento de Chetniks em Kumanovo (28 de março de 1905) [38]
- Luta em Velika Hoča (25 de maio de 1905)
- Luta em Čelopek (16 de abril de 1905) [39]
- Luta em Vuksan (30 de abril de 1905) [40]
- Luta em Kitka (30 de abril de 1905) [41] [40]
- Luta em Orešje/Oreške livade (10 de maio de 1905) [39]
- Luta em Petraljica (31 de maio de 1905) [41]
- Luta em Mukos (20 de junho de 1905) [40]
- Luta em Movnatac (18 de agosto de 1905) [40]
- Luta em Paklište (1º de fevereiro de 1906)
- Luta em Čelopek (7 de fevereiro de 1906) [42]
- Luta em Drenovac (9 de março de 1906)
- Luta em Nikodim (abril de 1906)
- Luta em Berovo (13 de maio de 1906)
- Luta em Štalkovica (20 de maio de 1906)
- Luta em Kriva Brda (12 de maio de 1906)
- Luta em Bajlovac (16 de julho de 1906)
- Luta em Bailovce/Bajlovac (16/23 de julho de 1906)
- Luta em Vladinovace (julho de 1906)
- Luta em Vrbnički Vis (29 de julho de 1906)
- Luta em Kurtov Kamen (12 de agosto de 1906)
- Lutas em Maleš (1906) [42]
- Luta em Kurtov Kamen (1907)
- Luta em Nebregovo (1907)
- Luta em Drenovo (1907)
- Luta em Paklište (1907/8)

As operações foram temporariamente interrompidas durante a Revolução dos Jovens Turcos (1908) e até o golpe dos Jovens Turcos (1910), após o qual a opressão contra os cristãos se intensificou.

## Chefes

### Chefes do Quartel-General Montanhoso
Lado esquerdo do Vardar ou Predvardarje
- Baceta (até junho de 1905) [43]
- Mihailo Džervinac (–abril de 1907)
- Pavle Blažarić (abril-outono de 1907)
- Milivoje Čolak-Antić (final de 1907) [44]
- Vojislav Tankosić (1907–08)

Lado direito do Vardar ou Prekovardarje
- Sreten Rajković-Rudnički (1905) [45] [46] [47]
- Panta Radosavljević (final de 1905) [48]
- Jovan Babunski (–1907)
- Alimpije Marjanović (1908)

## Armamento
Em 1904–05, os Chetniks receberam:

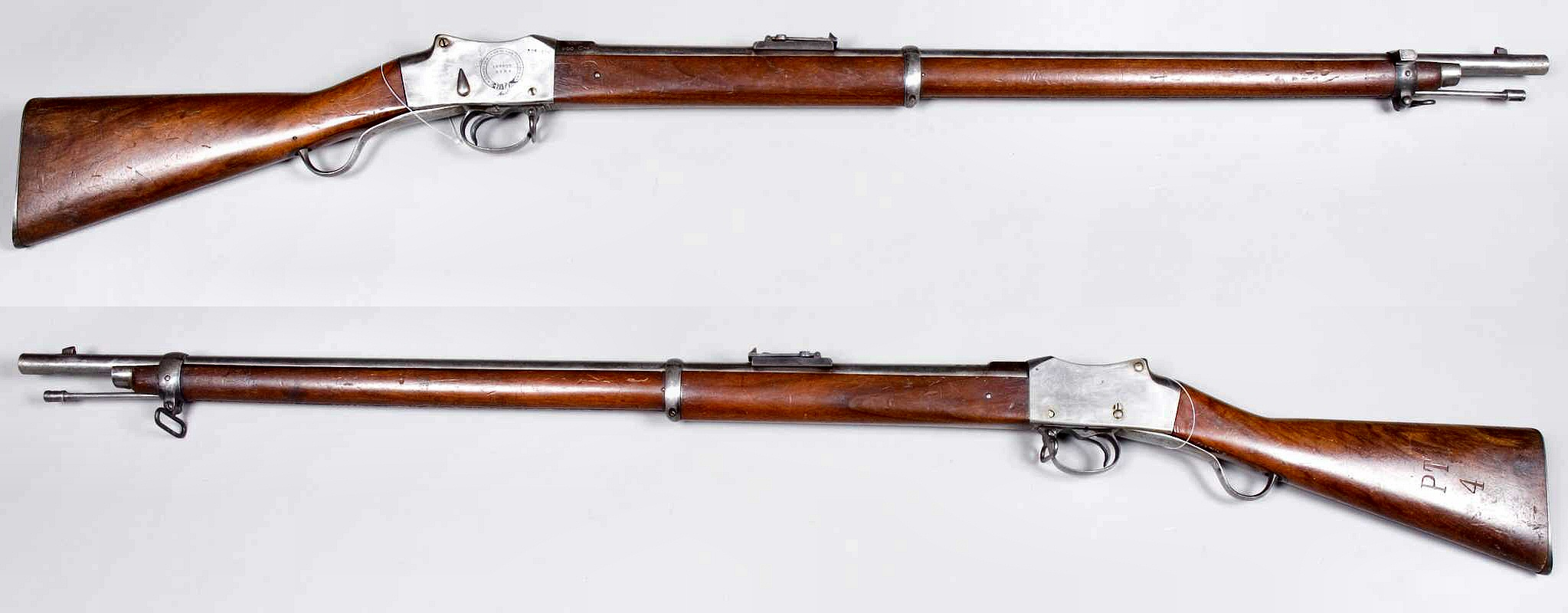
Rifle Martini-Henry.

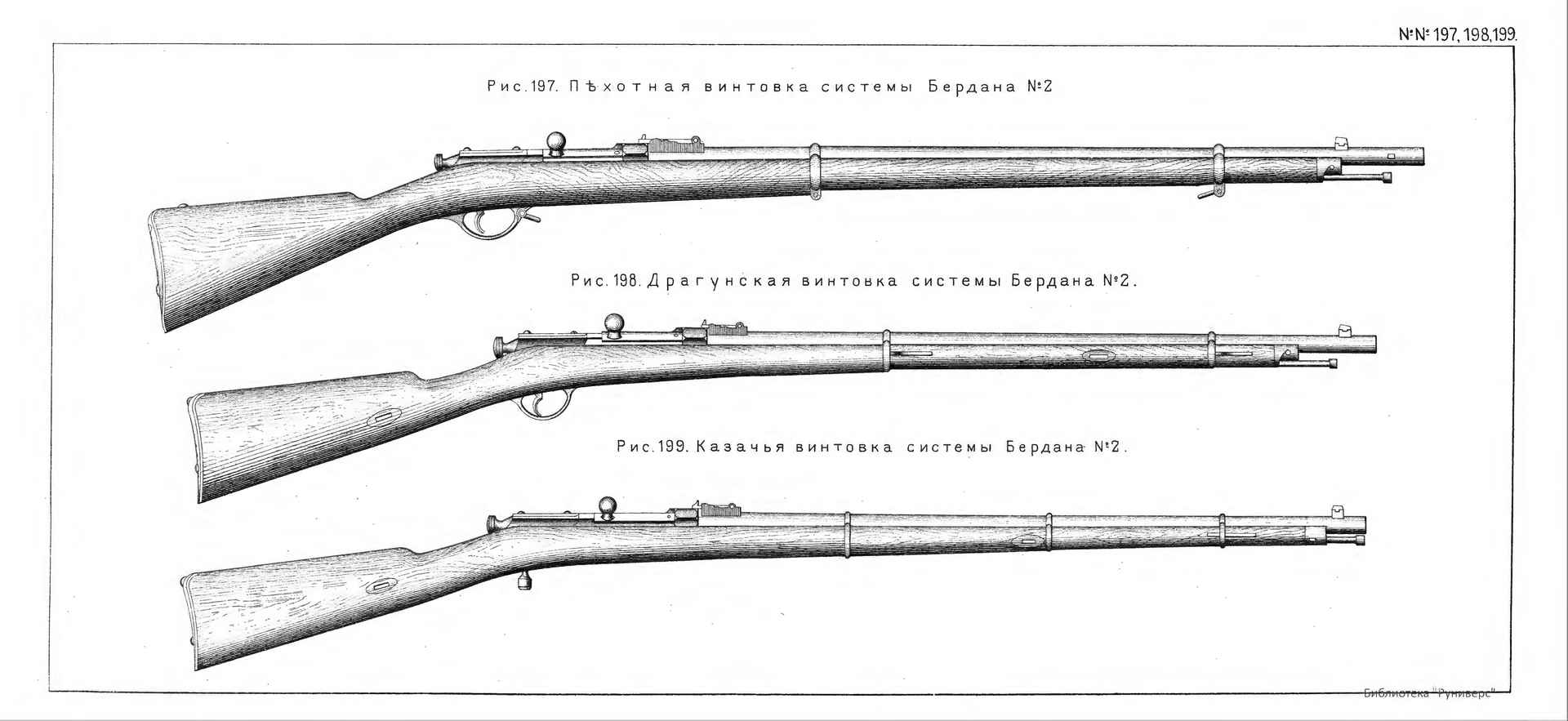
Rifle Berdan II.

- Rifle Mauser-Koka, conhecido como brzometka (pl. brzometke) ou kokinka (pl. kokinke).
- Rifle Martini-Henry, conhecido como martinka (pl. martinci, martinke).
- Rifle Berdan (I e II[49]), conhecido como brzometka (pl. brzometke) [50] ou berdanka (pl. berdanci, berdanke)
- vários revólveres, também conhecidos como altipatlak (turco "seis tiros")
- bombas lançadas à mão

## Cultura
Os membros da organização eram conhecidos pelo nome de guerra (четничко име, "nome Chetnik"). Os descendentes de Jovan Stanojković "Dovezenski" e Jovan Stojković "Babunski" são apelidados com seus nomes Chetnik (Dovezenski e Babunski, respectivamente).

### Criptografia
Desde o início da organização, foram utilizadas palavras criptográficas e, posteriormente, números. Por exemplo, Božija kuća ("casa de Deus") foi usado para a Sérvia, enquanto "Gospodin u Božijoj kući" ("Senhor na casa de Deus") foi usado para o Presidente do Conselho Executivo em Vranje. Os usos comuns eram: štap ("vara") para rifle, jabuke ("maçãs") para bombas, kafa ("café") para pólvora, šećer ("açúcar") para veneno, golemiot ("grande") ou starac ( "ancião") para o Chefe do Quartel-General da Montanha, brabonjci ("fezes de ovelha") para os turcos, Smirana para Skopje, Venecija para Vranje, Jerusalém para Bitola, Berlim para Belgrado, Neptun para Poreče,

## Legado
A organização continuou a existir e também desempenhou um papel importante durante as Guerras dos Balcãs, bem como durante a Primeira Guerra Mundial. Durante a Primeira Guerra dos Balcãs, os Chetniks foram usados como vanguarda para suavizar o inimigo à frente dos exércitos que avançavam, para ataques às comunicações atrás das linhas inimigas, como gendarmaria de campo e para estabelecer administração básica em áreas ocupadas. 

## Galeria

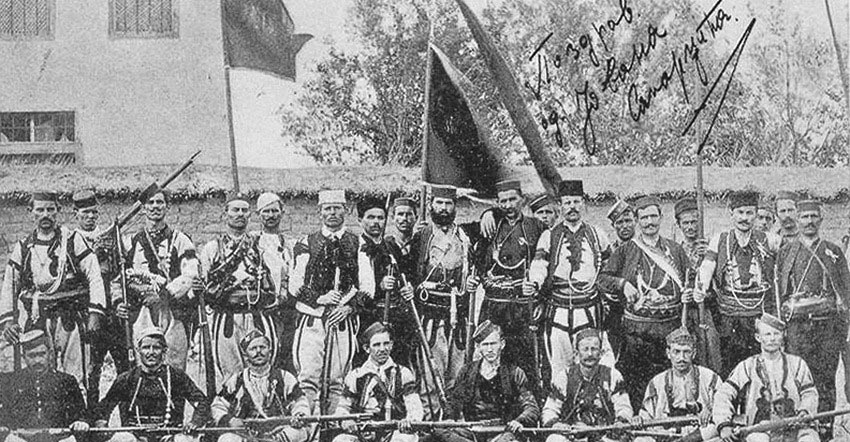
Foto de grupo, julho de 1908
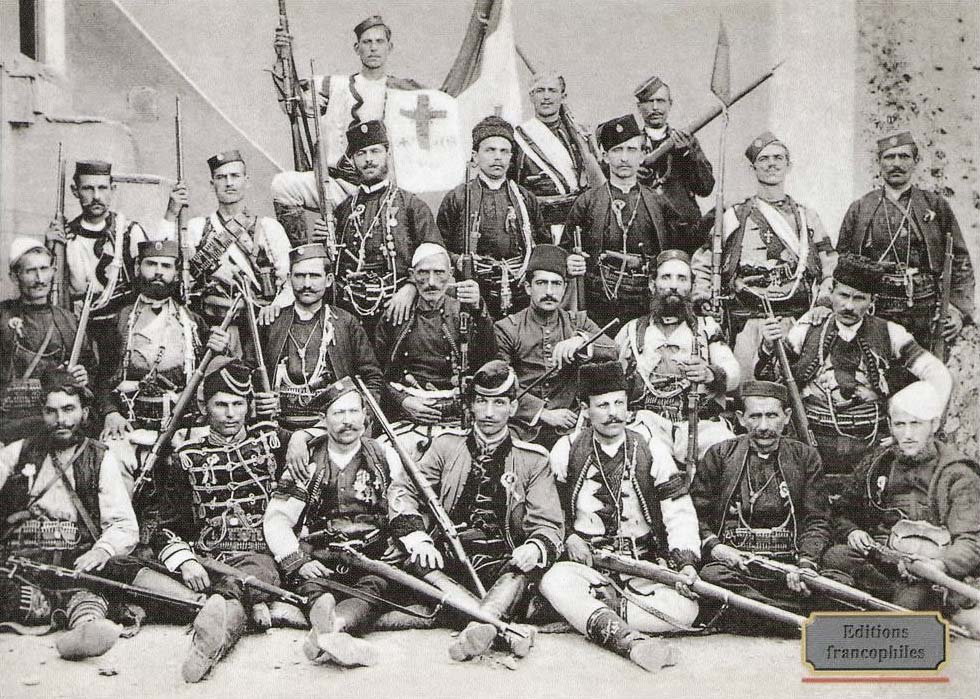
Comandantes mais notáveis, julho de 1908, n° 1
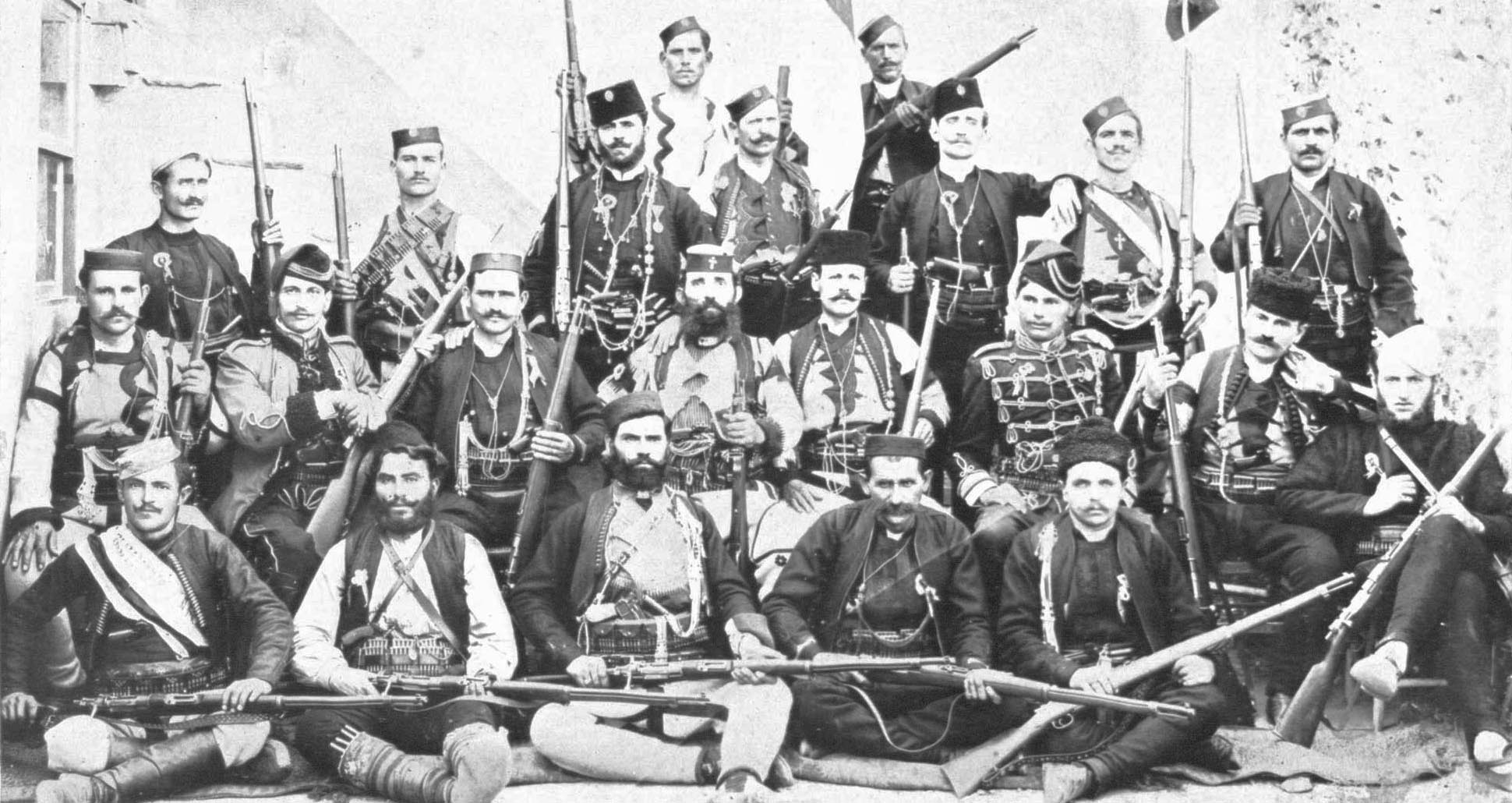
Comandantes mais notáveis, julho de 1908, n° 2
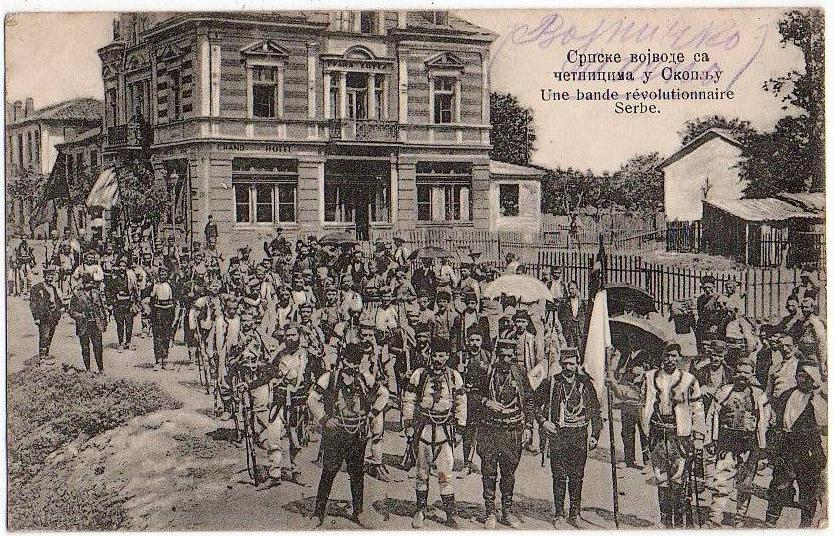
Chetniks em Skopje, julho de 1908

### Livros
- Bajić, Jovo (1998). Srpska revolucionarna organizacija: komitsko četovanje u staroj Srbiji i Makedoniji 1903–1912. [S.l.]: Duška. ISBN 978-86-7745-024-3
- Blažarić, Pavle (2006).  Božica Mladenović, ed. Memoari (em sérvio). [S.l.]: Institut za srpsku kulturu. ISBN 9788682797500
- Dedijer, Vladimir; Anić, Života (2008). Dokumenti o spoljnoj politici Kraljevine Srbije: dodat. 1–3. [S.l.]: SANU. Odeljenje istorijskih nauka
- Dedijer, Vladimir; Anić, Života; Samardžić, Radovan (2006). Dokumenti o spoljnoj politici Kraljevine Srbije: sv. 2 15. [S.l.]: SANU, Odeljenje istorijskih nauka. ISBN 9788670254169
- Đurić, Veljko Đ.; Mijović, Miličko (1993). Ilustrovana istorija četničkog pokreta (em sérvio). [S.l.]: Narodna knj.
- Hadži-Vasiljević, Jovan (1928). Četnička akcija u Staroj Srbiji i Maćedoniji (em sérvio). Belgrade: Sv. Sava
- Ilić, Vladimir (2006). Српска четничка акција 1903–1912 (em sérvio). Belgrade: Ecolibri. ISBN 978-86-7905-044-1
- Ivanić, Ivan (1910). Maćedonija i maćedondži (em sérvio). 2. [S.l.]: Štampa Savića i Komp.
- Ivetić, Velimir J. (2013). «Политичка улога министара војних Краљевине Србије од 1903. до 1914. године.»
- Jovanović, J. M. (1938). Borba za narodno ujedinjenje 1903–1908. [S.l.]: Izdavačko i knjižarsko preduzeće G. Kon
- Jovanović, Aleksa (1937). Spomenica dvadesetogodišnjice oslobodjenja Južne Srbije, 1912–1937 (em sérvio). [S.l.]: Južna Srbija
- Krakov, Stanislav (1990) [1930]. Plamen četništva (em sérvio). Belgrade: Hipnos
- Mitropan, Petar (1933). Прилози за историју штампе у Старој Србији и Македонији 1871–1912 (em sérvio). Skopje: [s.n.]
- Nušić, Branislav (1966). Sabrana dela (em sérvio). 22. Belgrade: NIP "Jež"
- Pavlović, Momčilo (2007) [September 14–16, 2006]. Gerila na Balkanu (em sérvio). [S.l.]: Institute for Disarmament and Peace Studies
- Paunović, Marinko (1998). Srbi: biografije znamenitih: A-Š (em sérvio). Belgrade: Emka. ISBN 9788685205040
- Pećanac, Kosta (1997) [1933]. Četnička akcija 1903–1912. Belgrade: Hipnos
- Pejčić, Predrag (2007). Četnički pokret u Kraljevini Srbiji (em sérvio). Kragujevac: [s.n.]
- Pešić, Miodrag D. (2000). Stari četnici (em sérvio). Kragujevac: Novi pogledi
- Rastović, Aleksandar (2011). Velika Britanija i makedonsko pitanje 1903-1908 godine. [S.l.]: Istorijski institut. ISBN 978-86-7743-088-7
- Rudić, S.; Milkić, M.; Institute of History, B.I.B. (2013). The Balkan Wars 1912/1913 : New Views and Interpretations. [S.l.]: Institute of History, Institute for Strategic Research. p. 85. ISBN 978-86-7743-103-7
- Simić, Stevan (2012) [1988]. Srpske Komite: Komitsko četovanje u Staroj Srbiji i Makedoniji 1903–1912 (em sérvio). Belgrade: [s.n.]
- Simić, Stevan (1998).  Bajić, Jovo, ed. Srpska revolucionarna organizacije, komitsko četovanje u Staroj Srbiji i Makedoniji 1903–1912 (em sérvio). Belgrade: Duška
- Tomasevich, Jozo (1975). The Chetniks. [S.l.]: Stanford University Press. ISBN 978-0-8047-0857-9
- Trbić, Vasilije (1996).  Drašković, Aleksandar, ed. Memoari (1898–1912) (em sérvio). Belgrade: Kultura
- Trifunović, Ilija Ž. (1933). Trnovitim stazama (em sérvio). Belgrade: GSSZZ
- Trifunović, Ilija Ž. (1930). Krv četnika (em sérvio). Belgrade: Planeta
- Krvave borbe srpskih četa po macedoniji i njihov rad od početka 1903 do danas. Iz Književnog pregleda, br. 1–20. [S.l.]: Savić. 1912

### Periódicos
- Rastović, Aleksandar (2008). «Велика Британија према српским акцијама у Македонији 1903–1907». Историјски часопис. 57: 355–374
- Rastović, Aleksandar (2010). «Macedonian issue in the British Parliament 1903–1908» (PDF). Istorijski časopis. 59: 365–386[ligação inativa]
- Jerinić, P. D. S. (2008). «Војводе из четничке акције у Старој Србији и Маћедонији 1903–1912». Belgrade. Добровољачки гласник. 32
- Šešum, Uroš (2016). «Четничка организација у Скопској Црној Гори 1903–1908. године» (PDF). Matica srpska. ZMSI. 93: 55–69
- Simijanović, J. (2008). «Okolnosti na početku srpske četničke akcije – neki pokušaji saradnje i sukobi četnika i komita u Makedoniji» (PDF). Baština. 25: 239–250. Arquivado do original (PDF) em 17 de março de 2012
- Vučetić, Biljana (2006). «Српска револуционарна организација у Османском царству на почетку XX века». Историјски часопис. 53: 359–374
- Vučetić, Biljana (2007). «Сећања Антонија Тодоровића на револуционарну акцију српског народа у Турској 1904–1912. године». Мешовита грађа. 28: 265–305
- Vučetić, Biljana (2008). «Богдан Раденковић и Милан Ракић». Историјски часопис. 57: 413–426
- Vučetić, Biljana (2010). «Погледи на организацију Српске одбране у Македонији у 1906. години». Belgrade: Војни музеј. Весник. 37: 165–170

### Jornais
- Živ. J. Ranković (abril de 1939). «Četnička akcija [I]». Beogradske opštinske novine (4)
- Živ. J. Ranković (Maio de 1939). «Četnička akcija [II]». Beogradske opštinske novine (5)
- Živković, Simo (dezembro de 1998). «Sakupi Se Jedna Četa Mala». Belgrade: „GLAS“ d.d.o. Srpsko Nasleđe Istorijske Sveske (12)
- Vesti Online (18 de dezembro de 2011). «Prvi beogradski četnici». Belgrade